# 玉堂街道 (巴中市)
玉堂街道是中华人民共和国四川省巴中市巴州区下辖的一个街道办事处。

## 行政区划
玉堂街道下辖以下村级行政区划单位：
北龛寺社区、新桥社区、登高社区、檬子河村、苏山村、三包村、玉堂村、铜堡村、候家沟村、管家沟村、西溪沟村、桥炉村、长角梁村和范家沟村。